# Haus
Haus osztrák mezőváros Stájerország Liezeni járásában. 2017 januárjában 2466 lakosa volt. 

## Elhelyezkedése

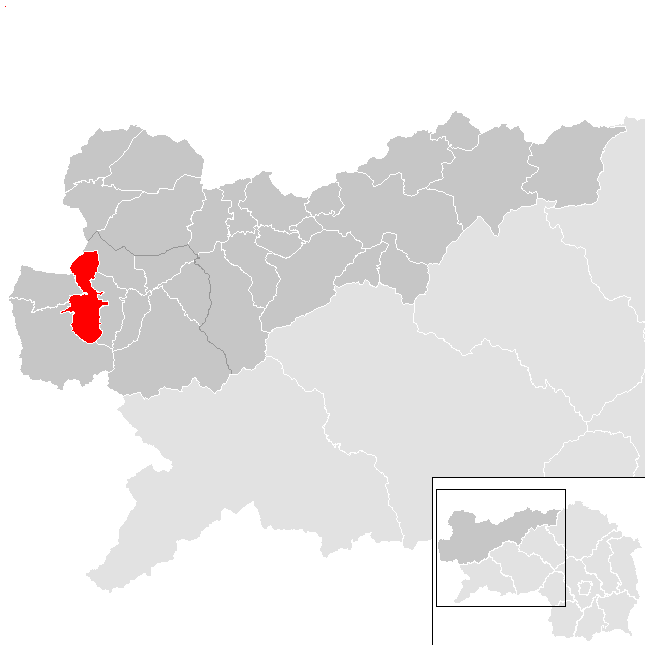
Haus a Liezeni járásban

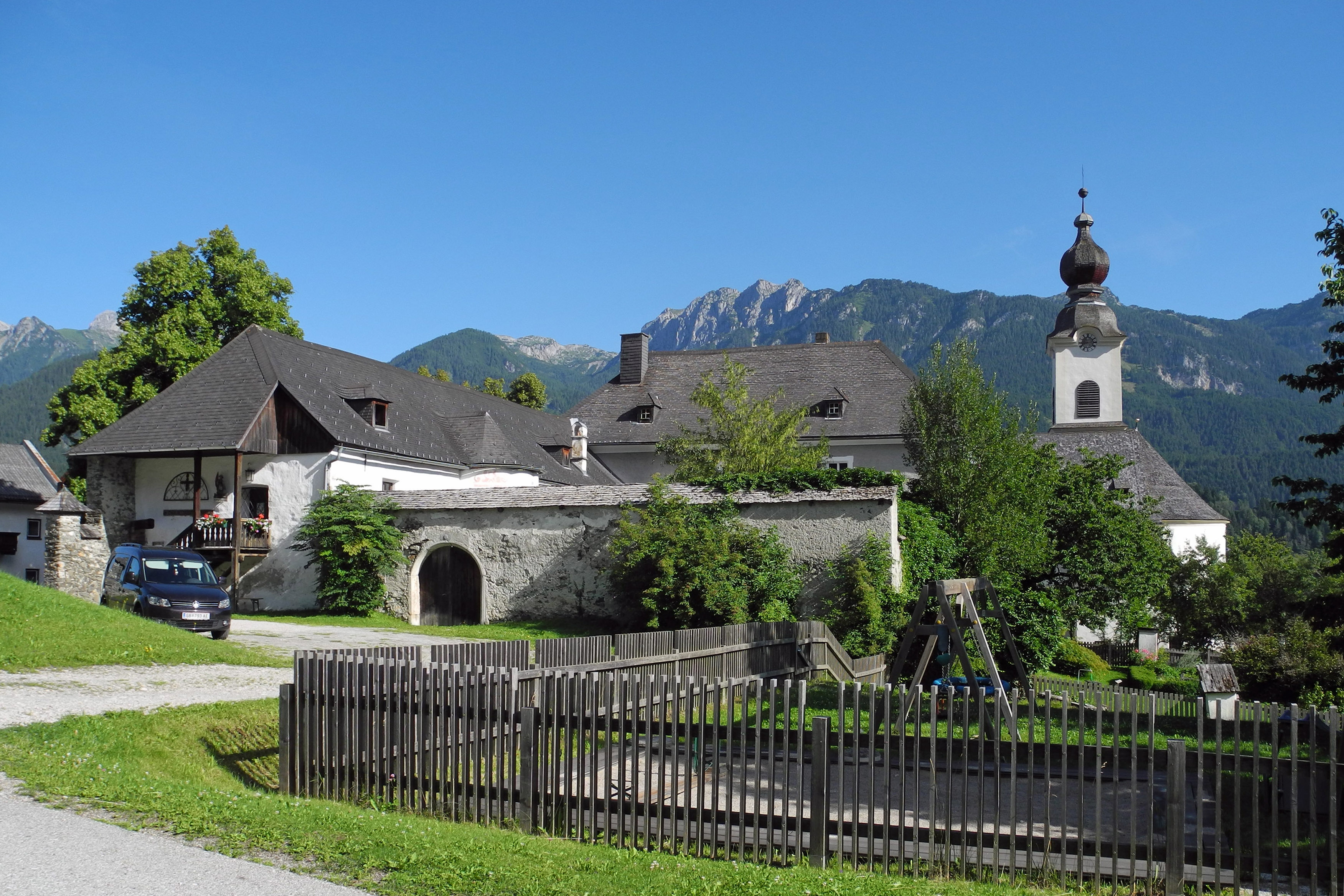
A Keresztelő. Szt. János-templom és az egyházi múzeum

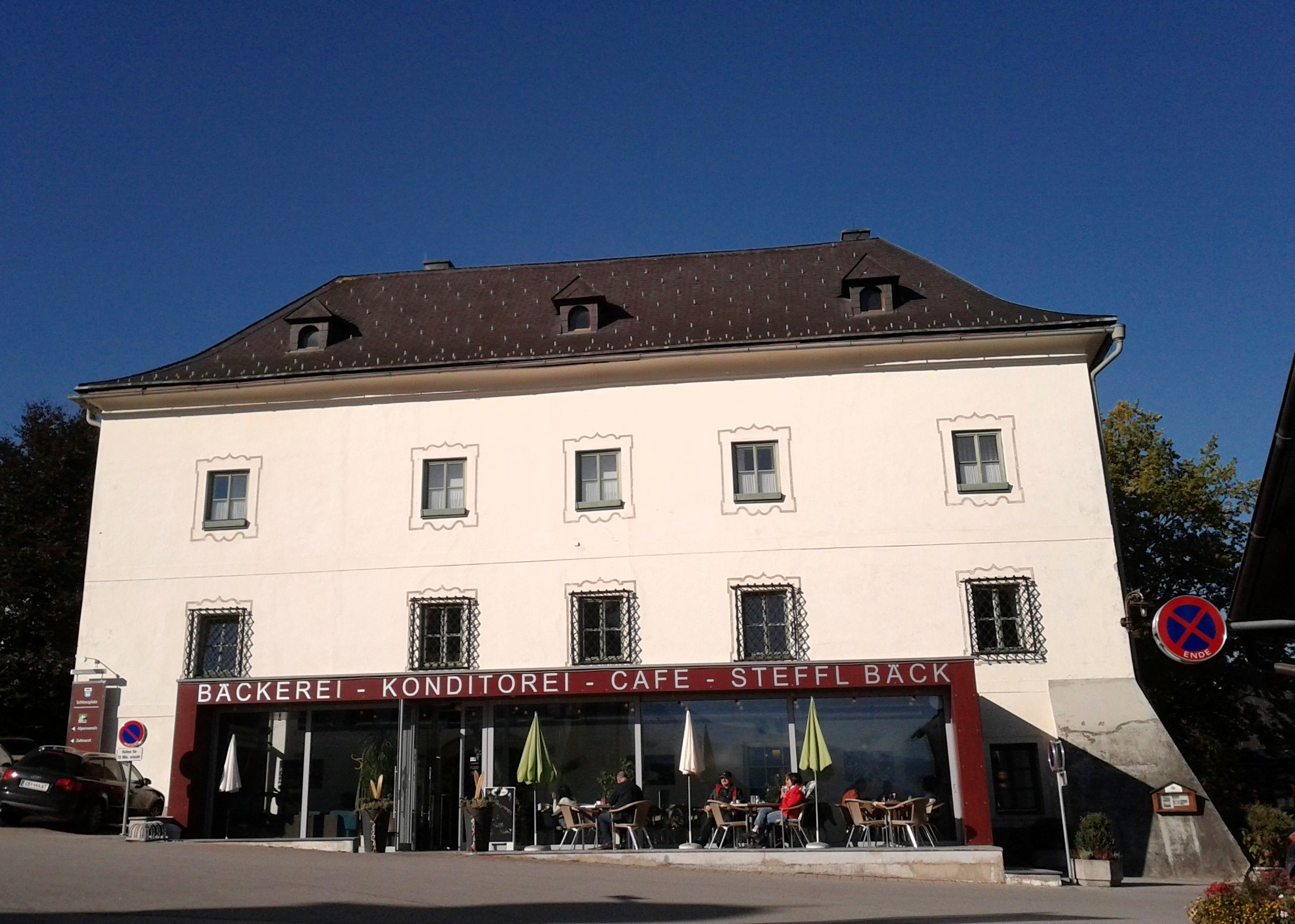
A hausi kastély (volt érsékségi hivatal)

Haus Felső-Stájerország északnyugati részén fekszik, az Enns folyó mentén. Északról a Dachstein-hegység, délről az Alacsony-Tauern határolja. Utóbbiban találhatók területének legmagasabb pontjai, a 2543 méteres Höchstein és a 2015 méteres Hauser Kaibling. Haus a Gröbmingi kirendeltség (járás alatti közigazgatási egység; az utolsó ilyen Ausztriában) része. Az önkormányzat 4 katasztrális községben (Ennsling, Haus, Oberhaus, Weißenbach.) 8 települést egyesít: Birnberg (142 lakos), Ennsling (375), Gumpenberg (126), Haus (879), Lehen (126), Oberhaus (179), Oberhausberg (51), Weißenbach (583).
A környező önkormányzatok: keletre Gröbming és Aich, nyugatra Schladming, északnyugatra Ramsau am Dachstein, északra Obertraun.

## Története
Haus első említése 927-ből (vagy 928-ból) származik, amikor egy bajor nemesember erődített házzal ("hus") rendelkező birtokát a salzburgi érsekségre hagyta. 1074-ben, az admonti apátság alapításakor már önálló egyházközségként hivatkoznak rá. Temploma a legrégebbinek számít a felső Enns-völgyben. Az egyházi tulajdonú Haus fontos szerepet játszott a felső Enns-völgy egyházi igazgatásában és innen irányították az egyházközségeket az egész stájer-salzburgi határon Gröbmingtől Altenmarktig. Az 1171-ben először említett Oberhaus feltehetően a bajor hercegek tulajdonában volt.
A reformáció idején 1525 körül a protestantizmus széleskörűen elterjedt a helyi lakosság körében. Az érsek 1535-ben kénytelen volt elfogadni Enns-völgyi birtokain a stájer herceg fennhatóságát, bár a földterületek 1803-ig a tulajdonában maradtak. 1600 után az ellenreformációs mozgalom határozott intézkedései miatt a protestánsok csak titokban gyakorolhatták vallásukat. 1680-ban a török elleni háború miatt is terjedő pestis 267 áldozatot szedett az egyházközségben. A pestis 1715-ben visszatért és újabb 200 ember esett áldozatául. 1691-ben az érsekség hatóságai Hausban 43 háztartást, abban 196 lakost (köztük 83 gyermeket) számoltak össze. 1750-ben egy tűzvészben 35 épület, köztük a templom, a plébánia és az iskola veszett oda. A templomot a következő évben újjáépítették. 1781-ben II. József császár türelmi rendelete után a helyi hívek fele evangélikusnak vallotta magát. 1803-ban az egyházi birtokokat szekularizálták, Haus pedig állami tulajdonba került, majd 1826-ban eladták Johann Hofernek. 1899 körül egy Cloeter nevű pap a világ hamarosan bekövetkező végéről prédikált és 44 hausit sikerült rábeszélnie. hogy tartsanak vele Isten eljövendő országába a Kaukázusba, ahol kolóniát alapított.
Az első világháborúban 42 hausi vesztette életét. A. 20. század elején fejlődésnek indult a turizmus, amelynek egyik első lépése az volt, amikor 1908-ban megnyílt a Krummholzhütte menedékház a Hauser Kaibling hegyén. 1914-ben már síversenyeket rendeztek. 1951-ben elkészültek a tartomány egyik első sífelvonói, 1963-ban pedig már Hausban rendezték az országos alpesi síbajnokságot. 1982-ben Haus adott otthont a női alpesi sívilágbajnokságnak, azóta pedig rendszeren rendeznek itt női világkupa-versenyeket.

## Lakosság
A hausi önkormányzat terület 2017 januárjában 2466 fő élt. A lakosságszám 1971 óta 2200-2500 között ingadozik. 2015-ben a helybeliek 92,2%-a volt osztrák állampolgár; a külföldiek közül 2,1% a régi (2004 előtti), 3% az új EU-tagállamokból érkezett. 0,6% a volt Jugoszlávia (Szlovénia és Horvátország nélkül) vagy Törökország, 2,2% egyéb országok polgára. 2001-ben a lakosok 69,1%-a római katolikusnak, 23,3% evangélikusnak, 2% mohamedánnak, 3,3% pedig felekezet nélkülinek vallotta magát. Ugyanekkor 2 magyar élt a mezővárosban.

## Látnivalók

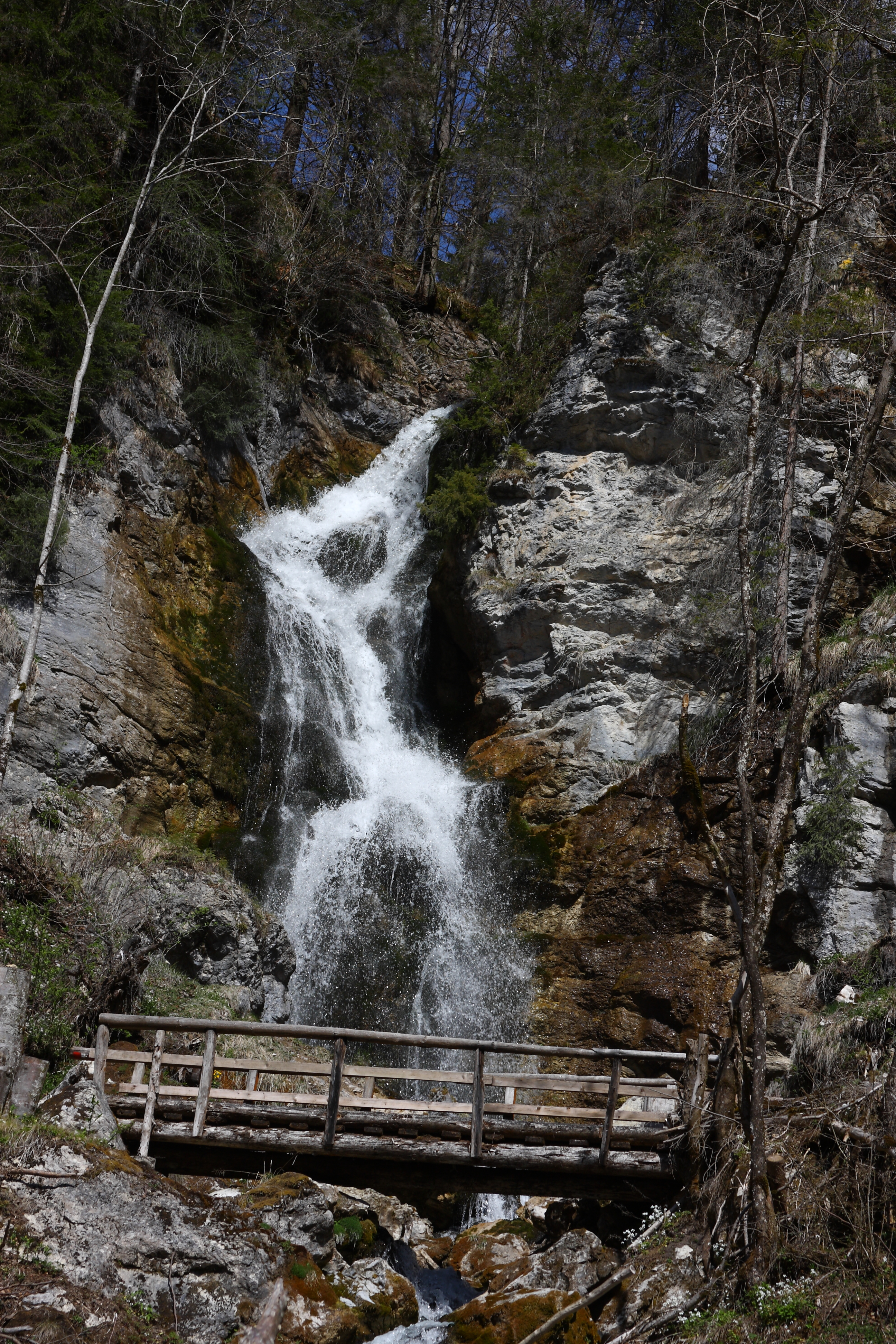
A Luser-vízesés

- a Keresztelő Szt. János-plébániatemplom és a Szt. Katalin-kápolna a felső Enns-völgy legrégebbi egyházi építményei. Megtekinthető egy 1150 körüli román stílusú feszület
- az oberhausi Szt. Margit-templom
- a városközpontban több, jó állapotban megmaradt 15-17. századi épület látható
- egyházmúzeum
- téli sportok múzeuma
- Luser-vízesés
- Grandenbach-vízesés
- Kaiblingloch alpesi természetvédelmi terület
- sípályák (szezonnyitó december elején, szezonzáró április elején)
- a helyi kulináriai specialitások a különböző ízesítésű fánkok, a stájer sajt, a Kasnockerl (sajtos tészta) és a cirbolyasnapsz

## Híres hausiak
- Guido Schenzl (1823-1890) meteorológus, szerzetes, a Magyar Meteorológiai és Földmágnesességi Intézet alapítója

## Fordítás
- Ez a szócikk részben vagy egészben  a   Haus (Steiermark) című német Wikipédia-szócikk ezen változatának fordításán alapul.  Az eredeti cikk szerkesztőit annak laptörténete sorolja fel. Ez a jelzés csupán a megfogalmazás eredetét és a szerzői jogokat jelzi, nem szolgál a cikkben szereplő információk forrásmegjelöléseként.